# Kalipait
Kalipait is een bestuurslaag in het regentschap Banyuwangi van de provincie Oost-Java, Indonesië. Kalipait telt 5854 inwoners (volkstelling 2010).